# Hubert Dupont (musicien)
Pour les articles homonymes, voir Hubert Dupont (homonymie) et Dupont.
Hubert Dupont est un musicien français de jazz, contrebassiste et bassiste, né à Versailles en 1959.

## Études musicales, influences
Après avoir été ingénieur (diplômé INSA de Lyon en 1981), il entre à l’école de jazz AIMRA,  achète sa première contrebasse en 1983 et se tourne ainsi définitivement vers la musique.
Il suivra des stages avec Bill Dobbins, Don Cherry et Naná Vasconcelos, Steve Swallow, Jean-François Jenny-Clark, Dave Holland, Paul Motian Trio, Miroslav Vitouš.
En 1989, il s'installe à Paris et étudie avec Jean-François Jenny-Clark, qui restera une influence marquante pour lui. Ses autres influences revendiquées sont dans la grande filiation du jazz, ainsi que Steve Coleman et le mouvement M’Base, ou encore la musique d’improvisation libre ; ainsi que la musique classique indienne, les musiques traditionnelles et tradi-modernes d’Afrique.

## Jazz et musiques improvisées
En 1990, il cofonde Kartet, avec Guillaume Orti, Benoît Delbecq (les batteurs seront successivement Benjamin Henocq, Chander Sardjoe, Stéphane Galland), groupe dont il reste membre et coleader pendant plus de vingt ans et six albums.
Il est également cofondateur et membre du Collectif Hask (de 1993 à 2004).
Les années 1990 sont marquées par de nombreuses collaborations, sur la scène du jazz et sur la scène alternative : avec Quoi De Neuf Docteur (dir. Serge Adam) ; Robin Eubanks, Harold Land, Glenn Ferris, George Brown, Tommy Smith, Alain Jean-Marie, Laurent de Wilde, Red Holloway, Deborah Brown ; Steve Lacy, Stefano Di Battista, François Thuillier, Antoine Hervé, Jean-Christophe Cholet, Mathias Rüegg, Paolo Fresù , Matthieu Michel, Claudio Pontiggia, Michael Arbenz, Wolfgang Puschnig, Gabor Gado, Étienne Brunet, Louis Winsberg, François Merville, Steve Potts ,  Olivier Ker Ourio, David Patrois, le Vancouver Improvisers' Collective ; Norbert Lucarain, Geoffroy de Masure, Brice Wassy, Nicolas Genest, Daunik Lazro, Noël Akchoté, Steve Argüelles, Hasse Poulsen ; et sur la scène belge Fabrizio Cassol, Antoine Prawerman, Stéphane Galland, Pierre Van Dormael, Laurent Blondiau, Michel Massot ; Gianni Gebbia, Stefano D'Anna, Bertrand Denzler...
Dès 1994, il fonde et mène ses premiers groupes en leader : Altissimo, avec Guillaume Orti, Philippe Sellam, Didier Haboyan, Pierre-Olivier Govin (mais aussi Fabrizio Cassol, Sébastien Texier aux saxophones alto,  Christophe Marguet à la batterie et Chander Sardjoe); puis Décor avec basse électrique, et avec Geoffroy de Masure au trombone, l'accordéoniste David Venitucci, le batteur camerounais Brice Wassy (mais aussi Nicolas Genest, Stéphane Payen, Franck Vaillant) ; ces groupes seront enregistrés sur le label Pee Wee, et joueront sur de nombreuses scènes de festivals.
Il devient également à partir de 1996, membre de Thôt, le groupe de Stéphane Payen, et de son aventure sénégalaise Sabar Ring.
À partir de 2002, Hubert Dupont commence un nouveau cycle de compositions et d'initiatives en leader :
- en contrebasse solo avec l’album Ultraboles,
- avec son quartet Dupont T[6] : avec  Yvan Robilliard, Chander Sardjoe, et avec le saxophoniste indo-new-yorkais Rudresh Mahanthappa  (album Spider's Dance[7] en 2007, puis une tournée en France et aux USA),
- le trio du batteur camerounais Brice Wassy avec le guitariste sénégalais Hervé Samb et Hubert Dupont qui deviendra Sawadu[8] (album en 2010),
- de 2006 à 2011 il mène Nigma-e, voué à la musique électronique improvisée, avec l'artiste numérique Tom Mays, le percussionniste Toma Gouband et le vidéaste Renaud Rubiano.
- en 2011, il fonde Cockpit (avec Julien Desprez et Edward Perraud) et Jasmim[9] (avec Nelson Veras, Youssef Hbeisch, Airelle Besson, puis Naïssam Jalal et Denis Guivarc'h (album en 2013)

## Distinctions
Son album Ultraboles est Révélation 2005 dans Guitariste/Basse magazine.

L’album The Bay Window de Kartet est sélectionné par le New York Times "Best 10 discs of pop/jazz 2007".

## Autre collaborations
Hors du jazz, Hubert Dupont se produit, à partir de 2000, avec le batteur camerounais Brice Wassy ; avec Sabreen, le groupe de la chanteuse palestinienne Kamilya Jubran ; avec Nabil Khalidi (oud / Maroc), Toufic Farroukh (sax / Liban) ; avec Elie Maalouf (piano/Liban) ; avec Saeid Shanbeh Zadeh (Iran) ; en 2013 avec Ahmad Al Khatib et Youssef Hbeisch (Palestine)...

## Discographie, en leader ou coleader
- 2020 : Hubert Dupont : Trio Kosmos (Ultrabolic / Musea)
- 2018 : Hubert Dupont : Smart Grid (Ultrack / Musea)
- 2016 : Hubert Dupont : Golan / Al Joulan (Ultrack / Musea)
- 2014 : Hubert Dupont : VoxXL! (Ultrack / Musea)
- 2014 : Kartet : Grand Laps (Songlines / Orkestra)
- 2013 : Hubert Dupont : Jasmim (Ultrack / Musea)
- 2010 : Sawadu : Sawadu (Ultrabolic / Shark Entert.)
- 2007 - Kartet : The Bay Window (Songlines, dist. Abeille)[12]
- 2007 - Dupont T : Spider's dance (Ultrabolic / Nocturne)[13]
- 2005 - Hubert Dupont : Ultraboles(Ultrabolic / Nocturne)
- 2001 - Kartet : Jyväskylä (Naïve)
- 1999 - Kartet : Jellyfishing (Pee Wee)
- 1997 - Hubert Dupont : Dans le décor (Pee Wee)
- 1995 - Hubert Dupont : Altissimo (Pee Wee)
- 1995 - Kartet : Pression (Harmonia Mundi)
- 1991 - Kartet : Hask (Adda, Hask)

## Discographie, autres
- 2012 - Hati / Nicolas Genest : Sur les bords du Gange (Plus Loin Music / Harmonia Mundi)
- 2009 - Thôt : With Words - vol.2 / (Stéphane Payen)
- 2009 - Thôt : With Words - vol.1 / (Stéphane Payen)
- 2008 - Elie Maalouf : Through Life
- 2008 - Marjolaine Reymond : Chronos in USA
- 2004 - Thôt Agrandi / Stéphane Payen - Work on Axis (Night&Day)
- 2003 - Hask Collective : La Nébuleuse Continentale (Plush / Hask / Abeille Musique)
- 2001 - HATI / Nicolas Genest - Hati (La Lichère)
- 2000 - Thôt / Stéphane Payen - Thôt (Night&Day)
- 1999 – Stefano d’Anna, Gianni Gebbia : Rose Noir (Objet-a)
- 1999 - Sergio Gruz : Point de vue (Bopy)
- 1998 - Etienne Brunet : B-FREE BIFTECK (Saravah)
- 1997 - Philippe Sellam - Sérénade (Pee Wee)
- 1997 - Jean-Christohe Cholet / Mathias Ruegg / + L'Odejy : Suite alpestre (Pee Wee)
- 1996 - Quoi de neuf docteur / Serge Adam : 51 BELOW (Quoi de Neuf Docteur)
- 1995 - Quoi de neuf docteur / Serge Adam : La Femme du bouc émissaire (Quoi de Neuf Docteur)
- 1994 - Quoi de neuf docteur / Serge Adam : A l'envers (Quoi de Neuf Docteur)
- 1993 - Quoi de neuf docteur / Serge Adam : En attendant la pluie (Quoi de Neuf Docteur)
- 1991 - Quoi de neuf docteur / Serge Adam : Le Retour (Quoi de Neuf Docteur)